# Obniżenie Stoszowic
Obniżenie Stoszowic – obniżenie w południowo-zachodniej Polsce na Przedgórzu Sudeckim, stanowiące mikroregion Obniżenia Otmuchowskiego, w województwie dolnośląskim.

## Lokalizacja
Obniżenie Stoszowic położone jest w północno-zachodniej części Obniżenia Otmuchowskiego około 6 km na zachód od Ząbkowic Śląskich. W środkowej części obniżenia położona jest miejscowość Stoszowice. Od wschodniej strony obniżenie graniczy z Obniżeniem Ząbkowickim, od północy z Wzgórzami Bielawskimi a od południa z Masywem Grochowej, od zachodu i południowego zachodu zamknięte jest pasmem Gór Sowich i Bardzkich.

## Opis
Obniżenie Stoszowic jest to płaskie obniżenie pomiędzy wzgórzami, położone na wysokości ok. 330 m n.p.m., które jako podjednostka Obniżenia Otmuchowskiego stanowi teren o podobnym charakterze. Jest to obszar wyżynny pogórza niskiego w kształcie zbliżonym do czworokąta z doliną Budzówki o kierunku północno-wschodnim. Obniżenie wznosi się nieznacznie w kierunku krawędzi Gór Sowich i Bardzkich. Obniżenie stanowi nieckę o urodzajnych glebach, co ma decydujący wpływ na rolniczy charakter tego terenu.

## Budowa
Obniżenie zajmuje północno-wschodni fragment niecki śródsudeckiej na oderwanym i wypiętrzonym fragmencie formacji skalnej Masywu Czeskiego. Obszar ten powstał w czasie najstarszych ruchów górotwórczych i nie podlegał zmianom w czasie późniejszych fałdowań. Ostateczny wygląd obniżenie otrzymało w okresie epoki lodowcowej, kiedy to lądolód skandynawski naniósł w doliny i obniżenia grubą warstwę osadów. Formacje geologiczne występujące w podłożu obniżenia, przykryte są warstwą osadów czwartorzędowych, a także osadów polodowcowych.

## Krajobraz
Krajobraz obniżenia przedstawia krajobraz wyżynny. Najwyższe wzniesienia terenu nie przekraczają 350 m n.p.m. Cały obszar jest płaski, lekko pofałdowany i łagodnie rozcięty stosunkowo płytkimi dolinami cieków wodnych. Jest to teren bezleśny, znacznie zaludniony o charakterze rolniczym. Całość obszaru zajmują pola uprawne. Krajobraz przeobrażony, znacznie zurbanizowany. Obszar obniżenia jest ciekawy  krajobrazowo. Występują niewielkie pasy zieleni z drzew liściastych wzdłuż koryt rzek oraz w formie przydomowych nasadzeń.

## Klimat
Obniżenie leży w obszarze występowania klimatu przedgórskiego. Występuje tu klimat umiarkowanie ciepły i umiarkowanie wilgotny. Średnia roczna temperatura wynosi od 7 do 8 °C. Najcieplejszym miesiącem jest lipiec, średnia temperatura waha się między 17 a 18 °C Najzimniejszym miesiącem jest styczeń, średnia temperatura waha się między −3 a −2 °C. Okres wegetacyjny rozpoczyna się w kwietniu i trwa około 220 dni. Roczna suma opadów wynosi około 650 mm. Pokrywa śnieżna zalega przez 50–60 dni.

## Wody
Obniżenie należy do zlewiska Morza Bałtyckiego, położone jest w dorzeczu Odry Największą rzeką jest Budzówka lewostronny dopływ Nysy Kłodzkiej zbierająca wraz ze swoimi dopływami wody z obniżenia.

## Miejscowości
W centrum obniżenia położone są Stoszowice, a w obrębie jego obszaru leżą większe wsie: Budzów, Lutomierz, Jemna, Olbrachcice Wielkie, Rudnica, Grodziszcze, Różana.

## Sieć komunikacyjna
Przez obniżenie przechodzą szlaki komunikacyjne:
drogowe
- droga wojewódzka nr 385  prowadząca z Grodkowa do Nowej Rudy
- droga lokalna prowadząca z Bielawy do Budzowa
- droga lokalna prowadząca z Stoszowic do Jemna
- droga lokalna prowadząca z Bielawy do  Stoszowic
- droga lokalna prowadząca z Barda do Jemna

kolejowe
- linia  Ząbkowice Śląskie – Srebrna Góra – nieczynna.

## Zabytki
- Stoszowice – zamek pierwotny renesansowy wzniesiony ok. 1600 r., jako założenie obronne.
- Stoszowice – kościół parafialny św. Barbary, wzmiankowany w 1283 r.
- Stoszowice – część murów cmentarza, pierwotnie obronnego, wzniesionego w pierwszej połowie XVII wieku.
- Budzów – pałac barokowy, wzniesiony w pierwszej połowie XVIII wieku.
- Budzów – kościół parafialny św. Wawrzyńca, wzmiankowany w 1283 r.
- Lutomierz – budynek mieszkalny pierwotnie oficyna dworska, barokowa, wzniesiona na początku  XVIII wieku.
- Lutomierz – kościół filialny MB Częstochowskiej, wzmiankowany w 1295 r.
- Rudnica – ruiny zamku wzniesionego w 1626 r. jako renesansowa rezydencja.
- Rudnica – kościół parafialny św. Michała Archanioła wzniesiony w drugiej połowie XVIII wieku.
- Grodziszcze – pałac późnobarokowy, wzniesiony w połowie XVIII wieku.
- Grodziszcze –  kościół parafialny Św. Anny, gotycko-renesansowy, wzmiankowany w 1259 r.

## Turystyka
Przez obniżenie prowadzą: szlaki turystyczne i trasy rowerowe
Trasy rowerowe
- czerwony – pętla wokół Ząbkowic Śl. prowadząca  przez Stoszowice do Srebrnej Góry
- niebieski – prowadząca ze Srebrnej Góry do Stoszowic.